# Siucice-Kolonia
Siuice-Kolonia [pronunciación en polaco: /ɕuˈt͡ɕit͡sɛ kɔˈlɔɲa/] es un pueblo ubicado en el distrito administrativo de Gmina Aleksandrów, dentro del condado de Piotrków, Voivodato de Łódź, en el centro de Polonia. Se encuentra a unos 5 kilómetros al sureste de Aleksandrów, a 30 kilómetros al sureste de Piotrków Trybunalski, y a 72 kilómetros al sureste de la capital regional Łódź.
El pueblo tiene una población de 160 habitantes.